# Пуласкі Тауншип (округ Лоуренс, Пенсільванія)
Пуласкі Тауншип (англ. Pulaski Township) — селище (англ. township) в США, в окрузі Лоуренс штату Пенсільванія. Населення — 3102 особи (2020).

## Демографія
Згідно з переписом 2010 року, у селищі мешкали 3452 особи в 1356 домогосподарствах у складі 987 родин. Було 1458 помешкань
Расовий склад населення:
| - 98,5 % — білих - 0,4 % — чорних або афроамериканців - 0,1 % — корінних американців - 0,1 % — азіатів |

До двох чи більше рас належало 0,9 %. Частка іспаномовних становила 0,8 % від усіх жителів.
За віковим діапазоном населення розподілялося таким чином: 21,2 % — особи молодші 18 років, 61,1 % — особи у віці 18—64 років, 17,7 % — особи у віці 65 років та старші. Медіана віку мешканця становила 44,7 року. На 100 осіб жіночої статі у селищі припадало 95,9 чоловіків;  на 100 жінок у віці від 18 років та старших — 92,7 чоловіків також старших 18 років.
Середній дохід на одне домашнє господарство  становив 53 070 доларів США (медіана — 45 580), а середній дохід на одну сім'ю — 64 556 доларів (медіана — 60 679). Медіана доходів становила 42 448 доларів для чоловіків та 28 750 доларів для жінок. За межею бідності перебувало 13,2 % осіб, у тому числі 17,7 % дітей у віці до 18 років та 9,5 % осіб у віці 65 років та старших.
Цивільне працевлаштоване населення становило 1611 осіб. Основні галузі зайнятості: освіта, охорона здоров'я та соціальна допомога — 22,8 %, виробництво — 14,8 %, роздрібна торгівля — 9,3 %, транспорт — 8,2 %.